# Evangelische Kirche Vogelbach

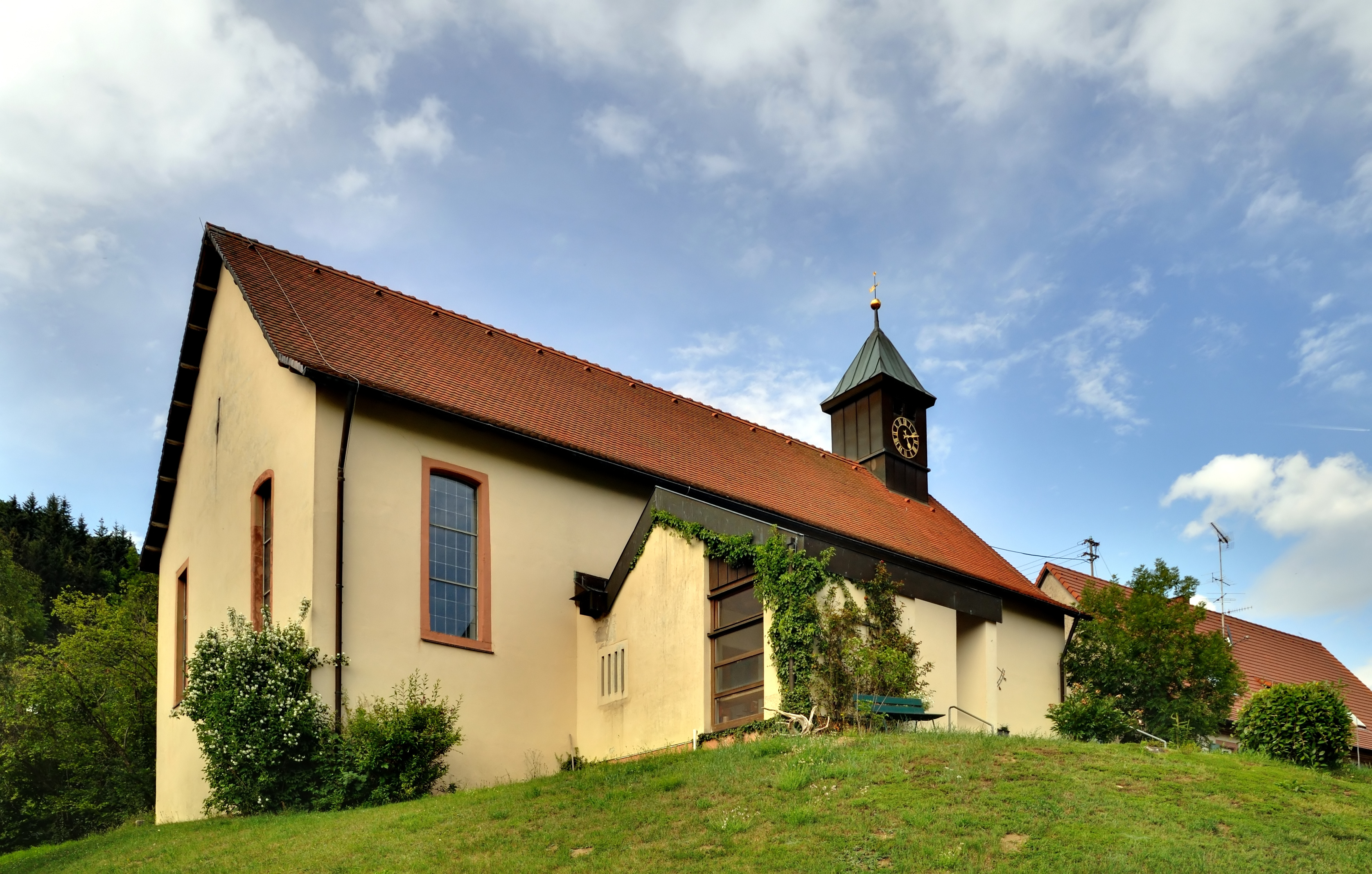
Evangelische Kirche Vogelbach

Die Evangelische Kirche St. Nikolaus steht im Ortsteil Vogelbach der Gemeinde Malsburg-Marzell im Landkreis Lörrach. Die in den 1770er Jahren fertiggestellte Kirche besitzt eine historische Orgel aus dem Jahr 1836.

## Geschichte
Das erste Gotteshaus in Vogelbach war urkundlich nachweisbar die dem heiligen Nikolaus geweihte Kapelle aus dem Jahr 1326 („anno domini 1326 consecrata est capella santi Nicolai in Vogilbach“). Erst nach der Reformation im Markgräfler Land im Jahr 1574 wurde Vogelbach selbstständig und umfasste als Pfarrei das gesamte hintere Kandertal.
Einen Antrag auf Vergrößerung der Kirche stellte der Pfarrer bereits 1749. Erst in den Jahren 1769 bis 1770 folgte man diesem Antrag und errichtete einen vergrößerten Neubau. Ob und in welchem Umfang die alte Kirche hierfür verwendet wurde, ist nicht geklärt. Überlieferungen zufolge brannten 1826 im Ort neben fünf Häusern auch die Hälfte des Kirchturms nieder. Der heute im östlichen Giebel befindliche Dachreiter wurde bereits 1829 erwähnt.
In den Jahren 1975 bis 1977 führte man umfangreiche Renovierungsarbeiten aus, bei denen man das im Osten befindlichen Hauptportal an die Südseite verlegte und in dem neuen kleinen Anbau auch die Sakristei unterbrachte. Im Zuge dieser Arbeiten drehte man die bisherige Sitzordnung um 90 Grad und tauschte einige der Inventarstücke durch neue Werke aus.

## Beschreibung

### Kirchengebäude

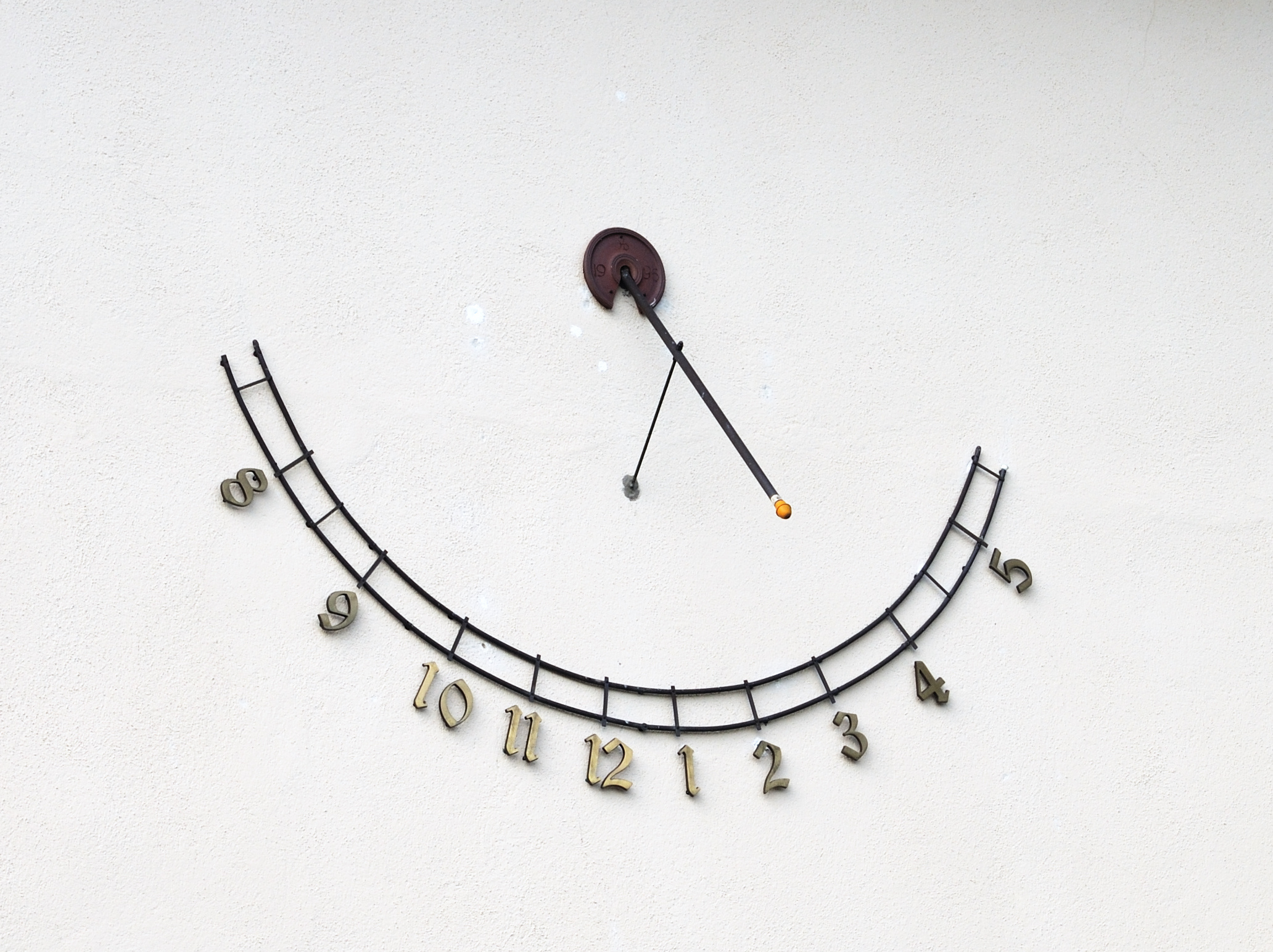
Sonnenuhr an der Südfassade

Das schlichte Langhaus mit Satteldach wirkt in Form und Höhe neben Wohnhäusern im Ort sehr unauffällig. An der Südfassade befindet sich ein ebenfalls mit einem Satteldach gedeckter Anbau, der neben dem Haupteingang auch die Sakristei beherbergt. An der Ostseite des Langhausdaches ragt ein kleiner Dachreiter hervor, der von einem mit einer Turmkugel bekrönten Pyramidendach bedeckt wird. An der Südseite des Dachreiters befindet sich das Zifferblatt der Kirchuhr. Außerdem ist an der Südwand ist eine Sonnenuhr angebracht.
An der äußeren Ostwand erinnert ein Grabsteine an Pfarrer Walter Sütterlin († 1925) und seine Ehefrau Emmy Sütterlin, geborene Theile († 1923).

### Inneres und Ausstattung
Der Innenraum der Saalkirche ist mit einer flachen Decke eingedeckt. Der schlichte Holzaltar ist im Norden aufgestellt, dahinter befindet sich vor einem runden Fenster ein Kreuz aus Eichenholz. Die Wand hinter dem Altar wird von einem in Handarbeit gefertigten Wandteppich geschmückt. Fenster und Teppich entwarf der damals in Malsburg-Vogelbach ansässige Künstler Jürgen Brodwolf in den 1970er Jahren. Rechts vom Altar befindet sich ein Kanzelpult, links vom Altar steht ein aus rotem Sandstein gefertigter Taufstein mit runder Schale, der neben dem badischen Wappen die Jahreszahl 1727 trägt.
An der Westwand befindet sich ein Epitaph zu Pfarrer Leopold Friedrich Hoffmann († 14. Januar 1738).

### Glocken und Orgel

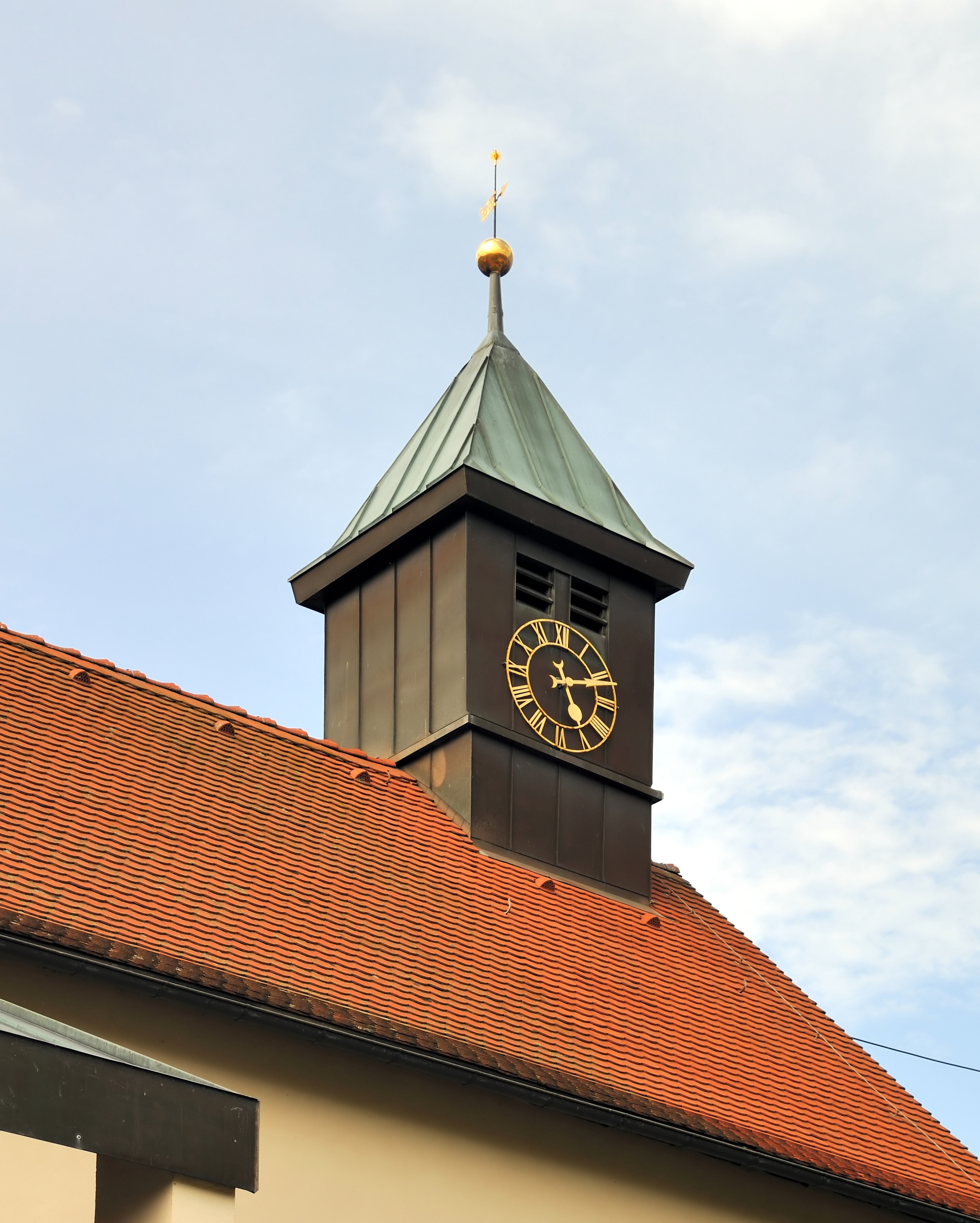
Glockenturm

- Das zweistimmige Glockengeläut der Evangelischen Kirche in Vogelbach stammt aus der Glockengießerei Bachert.

Die größere Glocke mit dem Schlagton d″ ersetzte eine von Andreas Roost aus Lörrach im Jahr 1771 gegossene Glocke. Die kleinere Glocke mit dem Schlagton fis″ hatte eine Vorgängerglocke, die 1836 von einem unbekannten Meister gegossen wurde. Beide Vorgängerglocken fielen dem Krieg zum Opfer.
- Die Orgel von 1836 stammt von der Orgelbauwerkstatt Gebrüder Martin aus Waldkirch und gilt als ihr letztes Werk. 1911 wurde unter Beibehaltung des historischen Gehäuses das Instrument von H. Voit & Söhne stark verändert und 1977 von Peter Vier rekonstruiert. Die Orgel arbeitet mit mechanischer Spiel- und Registertraktur und hat einen Umfang von elf Registern auf einem Manual und Pedal.